# Meliboeithon
Meliboeithon es un género de escarabajos de la familia Buprestidae.

## Especies
- Meliboeithon bicostatus (Carter, 1928)
- Meliboeithon confusus Bellamy, 1988
- Meliboeithon crassus (Kerremans, 1898)
- Meliboeithon cylindricollis Bellamy, 1988
- Meliboeithon intermedius (Kerremans, 1898)
- Meliboeithon vitticeps (Carter, 1924)